# Bösleben-Wüllersleben
Bösleben-Wüllersleben település Németországban, azon belül Türingiában. Lakosainak száma 621 fő (2023. december 31.).

## Népesség
A település népességének változása:
| Lakosok száma | 607  | 643  | 639  | 621  | 620  | 621  |
|               | 2014 | 2017 | 2019 | 2021 | 2022 | 2023 |